# Inflatie

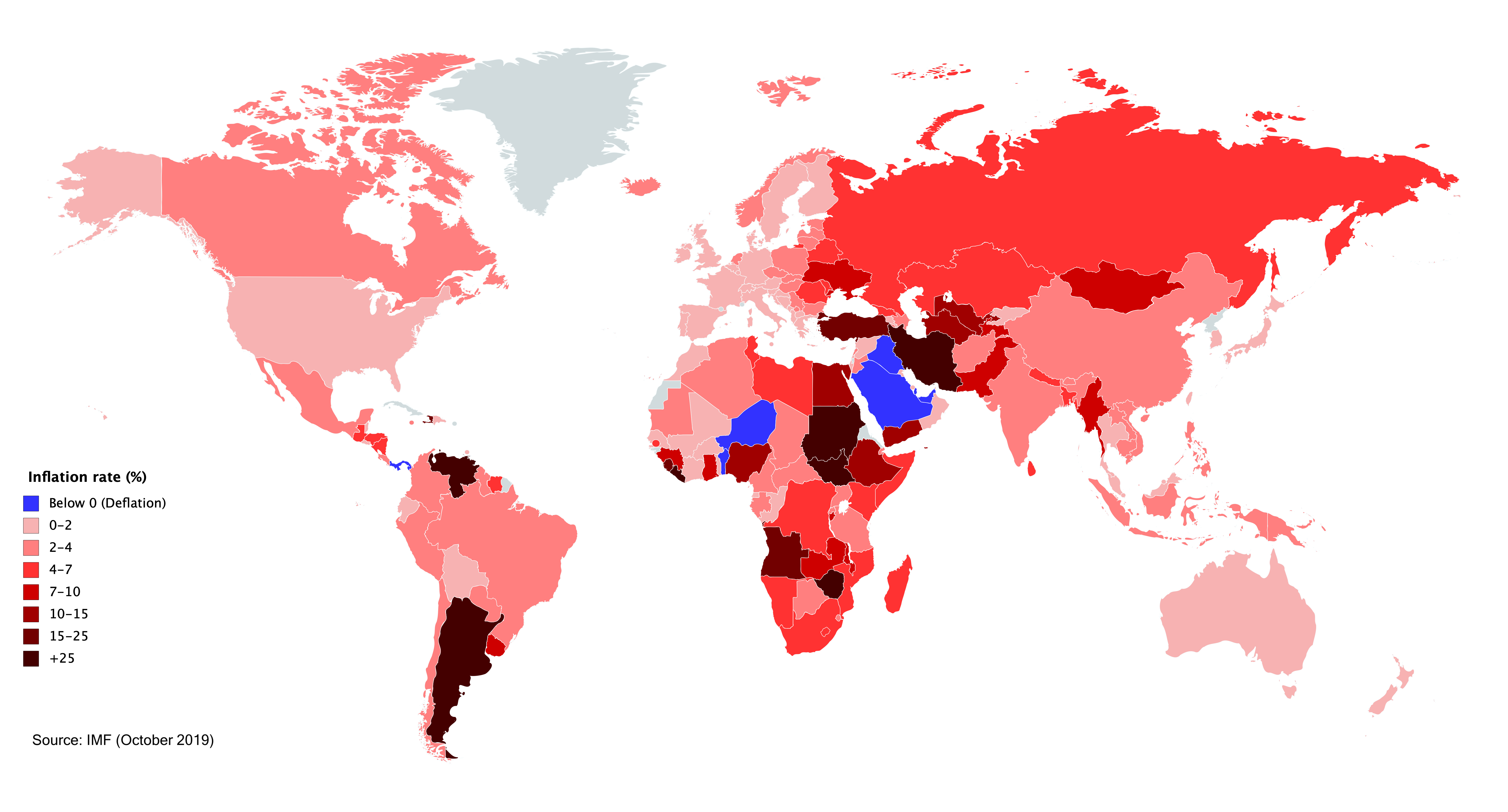
Inflatie in de wereld (cijfers uit 2019)

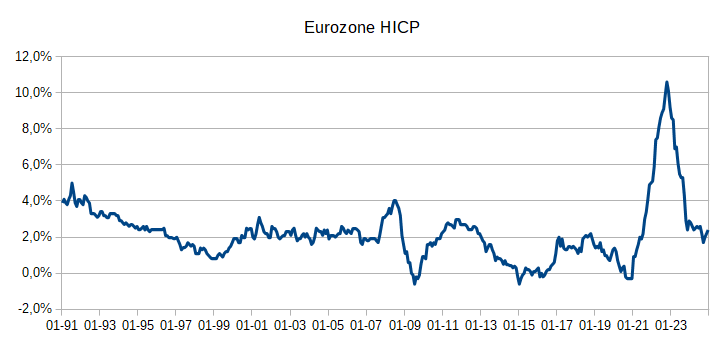
Inflatie in de Eurozone sedert 1991

Inflatie is een algemene prijsstijging van goederen en diensten in een markteconomie. Als er sprake is van een hoge inflatie kan dit op termijn leiden tot geldontwaarding  of muntontwaarding Hierdoor wordt het geld in de loop van de tijd minder waard en de koopkracht daalt. De inflatie wordt uitgedrukt in een percentage via het inflatiecijfer.
De jaarlijkse inflatie is de prijs van het totale "boodschappenmandje" in een bepaalde maand, dat wordt vergeleken met dezelfde maand van het jaar voordien. Bij het bepalen hiervan wordt gekeken naar alle goederen & diensten die huishoudens consumeren over een periode van een jaar, zoals: dagelijkse boodschappen, duurzame consumptiegoederen, gangbare consumptieartikelen, producten en maandelijkse uitgaven.
Het monetaire beleid van de Europese Centrale Bank (ECB) en andere centrale banken hebben de taak zich te richten op het handhaven van prijsstabiliteit. Er wordt gestreefd naar de inflatiepercentage van 2% op een middellange termijn. Het is belangrijk een symmetrisch evenwicht te vinden want een te lage inflatie is net zo ongewenst als een te hoge inflatie.
De consumptieprijsinflatie in het eurogebied wordt maandelijks berekend door Eurostat.

## Prijsstijging
Historisch gezien is inflatie in ontwikkelde economieën altijd gekoppeld geweest aan externe schokken: aan politieke crises, revoluties, oorlogen of vondsten van nieuwe voorraden goud of zilver (die lange tijd als geld dienden). Na afloop van dergelijke schokken herstelde het prijspeil, dat daardoor eeuwenlang rond hetzelfde niveau schommelde. Pas sinds ca. 1940 kent de westerse wereld een seculiere (niet-tijdelijke) inflatie.
Hoewel over de oorzaken van deze inflatie onder economen verschillend wordt gedacht, wordt vrij algemeen aangenomen dat er een zeker verband bestaat tussen de ontwikkeling van de maatschappelijke geldhoeveelheid en inflatie: inflatie wordt vermoedelijk veroorzaakt door de relatieve toename van de hoeveelheid geld ten opzichte van de aanwezige economische productie. Wanneer de maatschappelijke geldhoeveelheid toeneemt en er geen hogere productie van het land tegenover staat, zal het gemiddeld prijspeil door de toegenomen vraag naar goederen stijgen. Er staat namelijk geen extra productie tegenover. Prijsinflatie kan ook worden veroorzaakt door doorberekening van gestegen productiekosten, gestegen importprijzen en hogere belastingtarieven. Door de prijsstijgingen (prijsinflatie) daalt de (interne) waarde van het geld, de koopkracht van het geld. Voor hetzelfde bedrag kan namelijk minder worden gekocht. Door hoge inflatie zal het vertrouwen van de burgers in hun eigen valuta afnemen. Investeringen voor (buitenlandse) beleggers worden risicovoller. Uiteindelijk zal, als de prijsinflatie te hoog wordt, de centrale bank de rentetarieven verhogen om zodoende de geldcreatie te ontmoedigen.

## Meting
De inflatie in Nederland wordt gemeten als de stijging van de consumentenprijsindex (CPI) ten opzichte van dezelfde periode in het voorgaande jaar. De seizoensinvloeden op het prijsniveau worden zo geëlimineerd. De consumentenprijsindex geeft het prijsverloop weer van een pakket goederen en diensten zoals dit gemiddeld wordt aangeschaft door de Nederlandse huishoudens. Dit pakket wordt afgeleid uit resultaten van de Nationale rekeningen en uit een budgetonderzoek onder huishoudens. Elke productgroep krijgt een gewicht dat overeenkomt met het aandeel van dat artikel in de totale consumptieve uitgaven van huishoudens. Tot 2007 werd in Nederland eens in de vijf jaren het pakket herzien, maar sindsdien is dit jaarlijks.
Een probleem bij het meten van inflatie is dat verschillende goederen en diensten geheel verschillende prijsstijgingen kunnen vertonen. De mate waarin elk individu last ondervindt van inflatie is daarmee afhankelijk van het uitgavenpatroon van ieder individu.
Het maandelijkse inflatiecijfer betreft de toename van het prijsniveau ten opzichte van dat 12 maanden eerder, en moet niet verward worden met de inflatie in één maand. Verder moet aan de verandering van het inflatiecijfer van een maand naar de volgende niet te veel waarde worden gehecht, want die hangt slechts af van het prijsniveau in vier maanden, twee opeenvolgende van het betreffende jaar en dezelfde twee van het eerdere. Voor het bepalen van een trend in de inflatie kunnen beter meer waarden bekeken worden. 

### Europees geharmoniseerde consumentenprijsindex
Naast de nationale consumentenprijsindex (CPI) is er ook een Europees geharmoniseerde consumentenprijsindex (Harmonized Index of Consumer Prices, HICP). Met de HICP is het mogelijk de inflatie tussen de lidstaten van
de Europese Unie te vergelijken. Definities, indelingen en methoden zijn daartoe zo goed mogelijk gecoördineerd en in regelgeving vastgelegd. Er wordt een HICP berekend voor de afzonderlijke lidstaten, voor de groep landen die de euro hebben ingevoerd en voor de Europese Unie als geheel.
De belangrijkste verschillen tussen de Nederlandse CPI en HICP zijn:
- Bij de HICP gaat het om alle uitgaven op Nederlands grondgebied waarbij uitgaven van buitenlandse bezoekers in Nederland meetellen. De CPI gaat alleen uit van uitgaven door Nederlanders en tellen uitgaven van Nederlanders in het buitenland mee.
- Bij de Nederlandse CPI worden ook consumptiegebonden belastingen en overheidsdiensten meegenomen; bij de HICP niet.
- In de HICP worden bestedingen aan eigen woningbezit niet meegenomen en in de CPI is dat wel het geval.
- Verzekeringspremies en uitgaven aan kinderopvang worden in de CPI en de HICP verschillend behandeld.

| Jaar | CPI Nederland alle huishoudens | HICP Nederland | HICP België | HICP Eurozone | HICP Europese Unie |
| ---- | ------------------------------ | -------------- | ----------- | ------------- | ------------------ |
| 2003 | 2,1                            | 2,2            | 1,5         | 2,1           | 2,0                |
| 2004 | 1,2                            | 1,4            | 1,9         | 2,1           | 2,0                |
| 2005 | 1,7                            | 1,5            | 2,5         | 2,2           | 2,2                |
| 2006 | 1,1                            | 1,7            | 2,3         | 2,2           | 2,2                |
| 2007 | 1,6                            | 1,6            | 1,8         | 2,1           | 2,3                |
| 2008 | 2,5                            | 2,2            | 4,5         | 3,3           | 3,7                |
| 2009 | 1,2                            | 1,0            | 0,0         | 0,3           | 1,0                |
| 2010 | 1,3                            | 0,9            | 2,3         | 1,6           | 2,1                |
| 2011 | 2,3                            | 2,5            | 3,4         | 2,7           | 3,1                |
| 2012 | 2,5                            | 2,8            | 2,6         | 2,5           | 2,6                |
| 2013 | 2,5                            | 2,6            | 1,2         | 1,3           | 1,5                |
| 2014 | 1,0                            | 0,3            | 0,5         | 0,4           | 0,6                |
| 2015 | 0,6                            | 0,2            | 0,6         | 0,2           | 0,1                |
| 2016 | 0,3                            | 0,1            | 1,8         | 0,2           | 0,2                |
| 2017 | 1,4                            | 1,3            | 2,2         | 1,5           | 1,7                |
| 2018 | 1,7                            | 1,6            | 2,3         | 1,8           | 1,9                |
| 2019 | 2,6                            | 2,7            | 1,2         | 1,2           | 1,5                |
| 2020 | 1,3                            | 1,1            | 0,4         | 0,3           | 0,7                |
| 2021 | 2,7                            | 2,8            | 3,2         | 2,6           | 2,9                |
| 2022 | 10,0                           | 11,6           | 10,3        | 8,4           | 9,2                |
| 2023 |                                | 4,1            | 2,3         | 5,4           | 6,4                |

## Vormen van inflatie
Er worden twee hoofdvormen van inflatie onderscheiden: kosteninflatie en bestedingsinflatie.

### Kosteninflatie
Bij kosteninflatie hebben we te maken met bedrijven die hun gestegen kosten doorberekenen in de verkoopprijzen, om zo hun winst niet onaanvaardbaar te laten verminderen. Als de kosten van het maken van een product 10 euro zijn en de verkoopprijs is 15 euro, dan maakt het bedrijf een winst van 5 euro. Stijgen de kosten naar 12 euro, dan zou het bedrijf slechts 3 euro winst maken. Als bedrijven bij gestegen kosten hun verkoopprijs verhogen betekent dit wel een vermindering van de vraag en een mogelijke verslechtering van hun (internationale) concurrentiepositie. In een markt met beperkte concurrentie (zoals het oligopolie) zal prijsverhoging als gevolg van doorberekening van kosten steeds worden ingezet door een prijsleider, waarop andere bedrijven volgen. Op die manier wordt prijs geen wapen tegen concurrenten. Een bekend voorbeeld uit de praktijk is het verhogen van de benzineprijs door Shell.
Een tweede vorm van kosteninflatie is loonkosteninflatie. Dit gebeurt als de loonkosten per eenheid product stijgen en die stijging wordt doorberekend in de verkoopprijs. Niet elke loonsverhoging leidt tot loonkosteninflatie. Die ontstaat slechts als de loonkosten per werknemer per tijdseenheid sneller stijgen dan de gemiddelde arbeidsproductiviteit van die werknemer voor dezelfde tijdseenheid. Loonkosteninflatie leidt tot verslechtering van de concurrentiepositie. Als vakbonden bij loonkosteninflatie prijscompensatie verlangen, ontstaat het gevaar van een loon-prijsspiraal. Dat is het verschijnsel dat lonen en prijzen elkaar voortdurend opjagen omdat de werknemers hun koopkracht willen handhaven en de werkgevers hun winst. Blijft de loonstijging achter bij de stijging van de arbeidsproductiviteit, dan spreekt men van loonmatiging. Er is dan geen gevaar voor loonkosteninflatie, omdat ondanks de loonstijging de loonkosten per product niet stijgen en er niets hoeft te worden doorberekend.
Andere vormen van kosteninflatie zijn geïmporteerde inflatie, als de prijzen van geïmporteerde grondstoffen of halffabricaten stijgen, en een door de overheid veroorzaakte inflatie. Dit laatste treedt op als de belastingen die kunnen worden doorberekend, zoals de btw, accijnzen of heffingen worden verhoogd. Dit geldt echter alleen voor verhogingen van belastingen die door producenten kunnen worden afgewenteld, dus die zij bedrijfseconomisch gezien mogen doorberekenen in hun verkoopprijs. Wordt het inflatie cijfer geschoond voor de invloed van kostprijsverhogende en consumptiegebonden belastingen dan spreekt men over afgeleide inflatie.

### Bestedingsinflatie
Bestedingsinflatie of vraaginflatie ontstaat aan de vraagzijde van de economie. Bedrijven zitten met een volledig bezette productiecapaciteit en hebben moeite om aan de vraag van hun klanten te voldoen. De economie draait op volle toeren. De meeste bedrijven streven naar een zo hoog mogelijke winst. In zo'n situatie kunnen zij hun verkoopprijzen verhogen. De klanten stromen immers toe. De omzet gaat omhoog en bij gelijke kosten betekent dat meer winst. Bestedingsinflatie deed zich in Nederland voor aan het einde van de jaren negentig. Het ging toen erg goed met de Nederlandse economie en veel bedrijven hebben toen hun prijzen fors verhoogd.
Bestedingsinflatie kan het gevolg zijn van (overmatige) geldschepping in de vorm van kredieten (wederzijdse schuldaanvaarding) door de primaire banken. Want hoe kunnen mensen en bedrijven betalen voor de extra vraag die ze uitoefenen? Het lenen van geld vergroot de collectieve vraag en zal in een situatie van overbesteding, wanneer de productiecapaciteit nog niet is meegegroeid, leiden tot prijsstijging. Dat is inflatie.

## Effecten van prijsinflatie

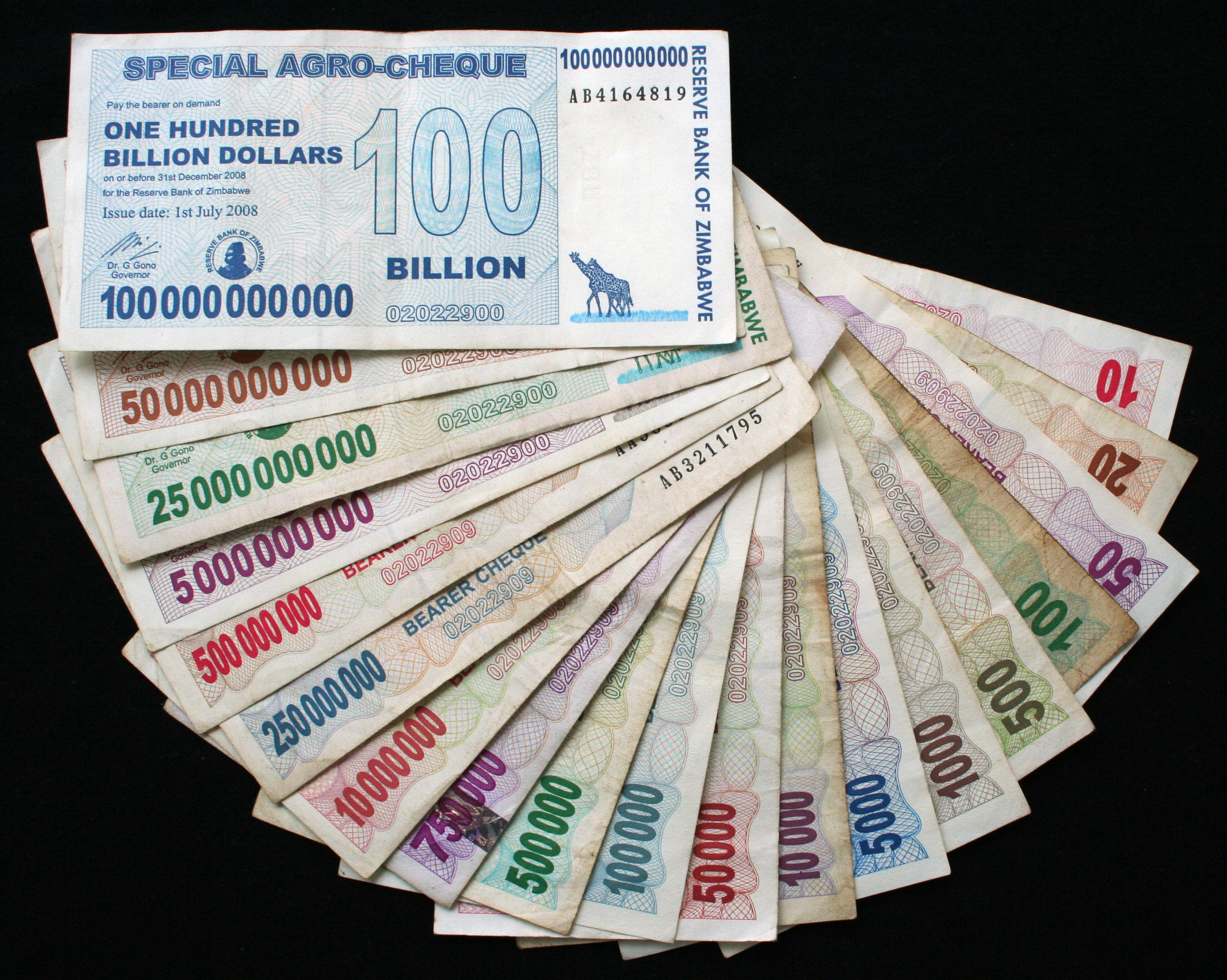
Zimbabwaanse bankbiljetten uit 2008.

Een inflatie van 2 of 3 procent per jaar wordt als acceptabel beschouwd. Een product dat dit jaar 100 euro kost, zal dan volgend jaar 102 tot 103 euro kosten. Als de lonen gelijk met de inflatie stijgen, blijft de koopkracht gelijk. Anders stijgt of daalt de koopkracht. Het handhaven van een lage inflatie is een belangrijk doel van de instantie (regering of centrale bank) die het uitgeven van geld beheert, en daarmee het monetair beleid voert. In Europa is dat de Europese Centrale Bank (ECB).
Inflatie wordt gemeten door middel van de consumentenprijsindex (CPI): een lijst van producten (goederen en diensten), hun wegingsfactoren en hun prijsindex, die centraal wordt bijgehouden en de verandering van het algemeen prijsniveau in de loop van de tijd bepaalt. In Nederland wordt de CPI bijgehouden door het Centraal Bureau voor de Statistiek (CBS).
Er zijn wel enige kanttekeningen te maken bij het begrip inflatie. De prijzen voor huishoudelijke uitgaven door consumenten bijvoorbeeld kunnen met een heel ander percentage stijgen dan de prijzen van grondstoffen als olie of goud, of de prijzen van huizen. Doordat er veel verschillende indexen zijn, ontstaat er ruimte voor bijvoorbeeld vakbonden, werkgevers en de overheid tot manipulatie. Door bepaalde posten uit de index te schrappen of er juist in op te nemen, of door naar het ene inflatiecijfer te verwijzen en daarmee gemakshalve het andere te negeren, waarin bepaalde posten niet zijn geïntegreerd. Een voorbeeld daarvan in België is de zogenaamde 'gezondheidsindex', waarin naast sigaretten en alcoholische dranken ook de brandstofprijzen ontbreken.
- Een normale (lage) inflatie (kleiner dan 2 procent) wordt gezien als gunstig voor de economie: het spoort de consument aan goederen te kopen want uitstel betekent dat men meer moet betalen voor hetzelfde product. Het maakt ook lenen interessant want inflatie knabbelt aan de rente die je op de lening moet betalen. En een economie draait goed als er gekocht wordt. Deflatie, daling van het algemeen prijsniveau, heeft het omgekeerde effect: de consument zal zijn aankopen uitstellen omdat hij er later minder voor zal betalen.
- Een land met te hoge inflatie ondervindt vaak dat investeerders niet meer in het desbetreffende land willen investeren. Als de rente op een spaarrekening (bijvoorbeeld 2,5 procent) lager is dan de inflatie (bijvoorbeeld 3 procent), dan lijdt een kleine spaarder op termijn verlies. Hij kijkt dan beter uit naar een andere belegging of koopt goederen of harde valuta. Als de situatie escaleert, kan het monetair systeem van een land instorten. Het publiek verliest het vertrouwen in de eigen munt en zullen hun tegoeden bij de banken opeisen. De banken kunnen al dat geld niet direct op tafel leggen, zij hebben slechts een deel van de door het publiek direct opeisbare tegoeden gedekt.

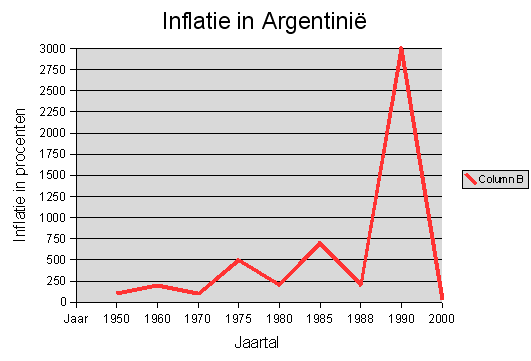
Argentinië kende in de jaren 90 een inflatie die opliep tot circa 3000 procent

- In een aantal gevallen verloopt inflatie zo snel en in zo sterke mate, dat men van hyperinflatie spreekt. Het meest saillante voorbeeld hiervan was de monetaire crisis in Duitsland waar men in november 1923 voor een brood miljarden mark op tafel moest leggen. In een maand tijd was de inflatie 2500 procent. De economische structuur van het land stortte ineen, en men ging weer goederen ruilen tegen goederen: ruilen in natura. Tijdens de financiële crisis in Argentinië op het einde van de 20e eeuw besloot de regering tot bevriezing van alle banksaldi met slechts een vrijlating van het maandsalaris, omdat de inflatie opliep tot een hoogte van 3000 procent. De getroffen maatregelen lokten woedende reacties uit van Argentijnen die hun spaargeld zagen ineenschrompelen tot vrijwel niets. Het meest recente voorbeeld van hyperinflatie is het Zimbabwe onder president Robert Mugabe. Volgens een woordvoerder van de Movement for Democratic Change (MDC) steeg de inflatie in zijn land in juni 2007 tot 10.000%. Maar dat was slechts het begin van duizelingwekkende getallen: in november 2007 bedroeg de inflatie 26.000%, in februari 2008: 66.000%, in juli 2008 is dit gestegen naar zo'n 2,2 miljoen procent volgens de Zimbabwaanse regering maar volgens veel wetenschappers is de inflatie er nog vele malen hoger. In november 2008 werd de inflatie in Zimbabwe officieel geraamd op 230 miljoen procent (op jaarbasis), doch officieus op miljarden.[9]

Het tegengestelde verschijnsel van inflatie, een daling van de prijzen, heet deflatie. Ook dit werkt nadelig op de economie, bestedingen zullen worden uitgesteld vanwege de prijsdalingen. Deflatie mag niet verward worden met desinflatie. Dat betekent dat de inflatie minder wordt. Andere verwante begrippen zijn stagflatie en reflatie.
Door een stijging van het algemeen prijspeil kan een daling van koopkracht optreden. Dit gebeurt echter alleen als de lonen procentueel minder snel stijgen dan de prijzen.

## Inflatiecorrectie
Tarieven van belastingen en andere heffingen, toeslagen enz. worden soms aangepast aan de prijsinflatie waardoor ze in reële termen gelijk blijven (inflatiecorrectie). Bij een vlaktaks (waarvan het tarief simpelweg wordt uitgedrukt in een percentage) is geen aanpassing nodig, maar als er bedragen in het tarief genoemd worden (zoals inkomensgrenzen of een maximumtarief) worden die vermenigvuldigd met een indexeringsfactor.
Inflatie biedt ook de mogelijkheid reële tarieven geleidelijk te laten veranderen op een manier die vaak als minder bezwaarlijk wordt ervaren, namelijk door de inflatiecorrectie niet toe te passen (de bedragen te "bevriezen") of slechts gedeeltelijk.

### Nederland
In Nederland zijn er jaarlijks de Bijstellingsregeling en de Bijstellingsregeling accijns, belasting van personenauto’s en motorrijwielen, motorrijtuigenbelasting, belastingen op milieugrondslag, Provinciewet en Wet uitwerking autobrief die steeds in december in de Staatscourant wordt gepubliceerd, m.b.t. het nieuwe jaar. Per 1 januari 2022 is de tabelcorrectiefactor 1,013, corresponderend met 1,3% inflatie.
Nederland kende een automatische prijscompensatie (APC) waarbij de lonen werden aangepast voor de inflatie. In de jaren zeventig werden in veel CAO’s hierover afspraken vastgelegd. De inflatie in die jaren was hoog en zo bleef de koopkracht op peil. Toepassing hiervan kan een loon-prijsspiraal op gang brengen, waarbij de inflatie de lonen doet verhogen en de stijgende loonkosten weer leiden tot hogere prijzen. Als in andere landen de inflatie lager dan neemt de concurrentiepositie op de internationale markt af. Met het Akkoord van Wassenaar in 1982, over loonmatiging en arbeidsherverdeling, verdween de APC uit de CAO's in ruil voor afspraken over arbeidstijdverkorting.
In 2022 bereikte de inflatie in Nederland een uitzonderlijk hoog niveau. Volgens het CBS kwam de gemiddelde inflatie dat jaar uit op 10,0%, het hoogste niveau sinds de jaren zeventig. De stijging werd vooral veroorzaakt door hogere energieprijzen, de nasleep van de coronapandemie en geopolitieke spanningen zoals de oorlog in Oekraïne.
In 2023 daalde de inflatie tot gemiddeld 3,8%, mede dankzij afkoelende energieprijzen en renteverhogingen door de Europese Centrale Bank. Voor 2024 wordt een verdere stabilisatie verwacht, al blijven voedselprijzen relatief hoog.

### België
In België is nog wel sprake van een automatische loonindexering. Deze regeling is van toepassing op de lonen van alle overheidspersoneel en van alle werknemers uit de private sector die vallen onder een paritair comité. Sinds 1994 wordt het inflatiecijfer van de gezondheidsindex (GZI) gebruikt, dit is het nationale indexcijfer van de consumptieprijzen exclusief producten die geacht worden schadelijk te zijn voor de gezondheid zoals alcohol, tabak, benzine en diesel. Het viermaands voortschrijdend gemiddelde van die index wordt genomen als basis voor de indexeringen van de lonen. De systematiek is symmetrisch, zowel de stijging als de daling van de inflatie worden verwerkt in de lonen, al is bijstelling in neerwaartse zin sterk ingeperkt door aanvullende afspraken tussen werkgevers en werknemers. Sommige aanpassingen hebben een minimum aan inflatie dat overschreden moet worden alvorens tot indexatie wordt overgegaan. Deze zogenaamde spilindex maakt sprongen van 2% en dus worden de lonen aangepast met een vast percentage van 2%.
Eind 2021 trokken de prijzen aan hetgeen leidde tot forse loonaanpassingen in België. In enkele grote sectoren die een loonindexering kennen zijn in januari 2022 de lonen met 3 à 4% gestegen. In december 2021 is ook de spilindex overschreden, wat betekent dat de uitkeringen begin 2022 met 2% omhoog gaan.

## Theorie
Diverse scholen binnen de economische wetenschap hangen geheel verschillende zienswijzen aan omtrent het ontstaan van inflatie, en daarmee omtrent de (on)wenselijkheid van (te veel) inflatie en de meest geschikte methoden om inflatie te voorkomen, te beheersen of te beteugelen.

### Keynesiaanse visie
In de keynesiaanse visie is prijsinflatie vooral het gevolg van (relatieve) veranderingen in vraag en aanbod, die leiden tot prijsveranderingen. Veranderingen in de geldhoeveelheid hebben hier geen directe invloed. Volgens deze school is de geldhoeveelheid het resultaat van geldschepping (door kredietverlening) door het bankwezen; doch speelt dit in het proces slechts een beperkte rol.
In deze visie wordt onderscheid gemaakt tussen:
- Demand-pull inflation: Inflatie treedt op indien de (geaggregeerde) vraag naar goederen en diensten toeneemt, bij een (aanvankelijk) gelijkblijvend aanbod.
- Cost-push inflation: Inflatie treedt op indien bij een gelijkblijvende vraag een plotselinge afname van het aanbod plaatsvindt. (Een typisch voorbeeld is een oliecrisis, waarbij een plotselinge verstoring van de aanvoer optreedt, wat leidt tot een snelle prijsstijging.)
- Adaptive expectations: factoren in het economisch proces zullen trachten een eenmaal opgetreden en door hen als nadelig ervaren inflatie af te wentelen op andere factoren, die vervolgens hetzelfde zullen trachten te doen: de bekende "loon-prijsspiraal"

### Monetaristische visie
De monetaristische visie stelt dat de beteugeling van inflatie (of deflatie) vooral dient te geschieden door middel van regulering van de geldhoeveelheid. Het bestrijden van inflatie dient dan met name te geschieden door een verhoging van de rentetarieven die centrale banken aan het bankwezen in rekening brengen, alsmede door (directe) kredietrestricties. Voor de theoretische basis wordt teruggegrepen op de verkeersvergelijking van Irving Fisher, MV = PT, waarmee dit verschijnsel uitgelegd kan worden. De geldstroom bestaat uit twee componenten:
- M = Money (de maatschappelijke geldhoeveelheid)
- V = Velocity (de omloopsnelheid van het geld, oftewel het aantal malen dat het geld per periode van eigenaar wisselt)

De geldstroom is dan gedefinieerd als M x V. De geldstroom is gelijk aan de waarde van de ervoor gekochte goederen, de goederenstroom. Dit kan worden weergegeven met P x T.
- P = Price (prijsniveau)
- T = Trade (nationaal product of binnenlands product)

Per definitie moet dan ook gelden M x V = P x T.
M en V vormen de monetaire economie, P en T de reële economie. Een groei van MV leidt tot een toename van de vraag naar goederen en daarmee, zolang de productiecapaciteit nog niet is bereikt, ook tot een toename van de productie, dus van T. Zolang de economie zich in deze situatie van onderbesteding bevindt, leidt monetaire inflatie in dit model dus niet tot een stijging van het algemeen prijspeil (P), maar tot een stijging van de productie (T). Blijft MV echter toenemen nadat de productiecapaciteit is bereikt, dan zal het gemiddelde prijspeil (P) stijgen. T is immers maximaal. Monetaire inflatie leidt dus alleen in een conjuncturele situatie van overbesteding tot prijsinflatie: zo luidde de kwantiteitstheorie van Fisher. Overigens geldt dit alleen voor bestedingsinflatie. Kosteninflatie kan niet worden verklaard met dit model.

### Oostenrijkse School
De Oostenrijkse school neemt het standpunt in dat inflatie te definiëren is als een toename van de geldhoeveelheid: de definitie van inflatie is hier dus geheel anders. Prijsstijgingen zijn dan slechts te beschouwen als de resultante van die toename van de geldhoeveelheid.
Dit verschil in definitie (stijging van de geldhoeveelheid = inflatie) leidt ertoe dat in deze visie geen onderscheid gemaakt kan worden tussen de begrippen monetaire inflatie en prijsinflatie. De Oostenrijkse school meet inflatie dan ook door de stijging van de geldhoeveelheid vast te stellen.
De toename van de geldhoeveelheid kan zowel geschieden door overheidsoptreden (kredietverlening van centrale banken aan het bankwezen) als door het bankwezen zelf (kredietverstrekking aan klanten van banken). Proponenten van deze school verdedigen het standpunt dat inflatie slechts bestreden kan worden door een terugkeer naar de gouden standaard.

## Krimpflatie
Bij inflatie worden dezelfde producten duurder, maar bij krimpflatie blijft de prijs gelijk maar krijg je minder van het product of dienst. In beide gevallen krijgt de consument minder waar voor hetzelfde geld.
Omgekeerd komt ook voor, door technologische vernieuwing wordt een personal computer sneller of de televisie geeft een beter beeld en kan de prijs gelijkblijven. Voor de berekening van de inflatiecijfers is er geen verandering, maar als consument krijg je een beter product voor hetzelfde geld.

## Bestrijding van inflatie

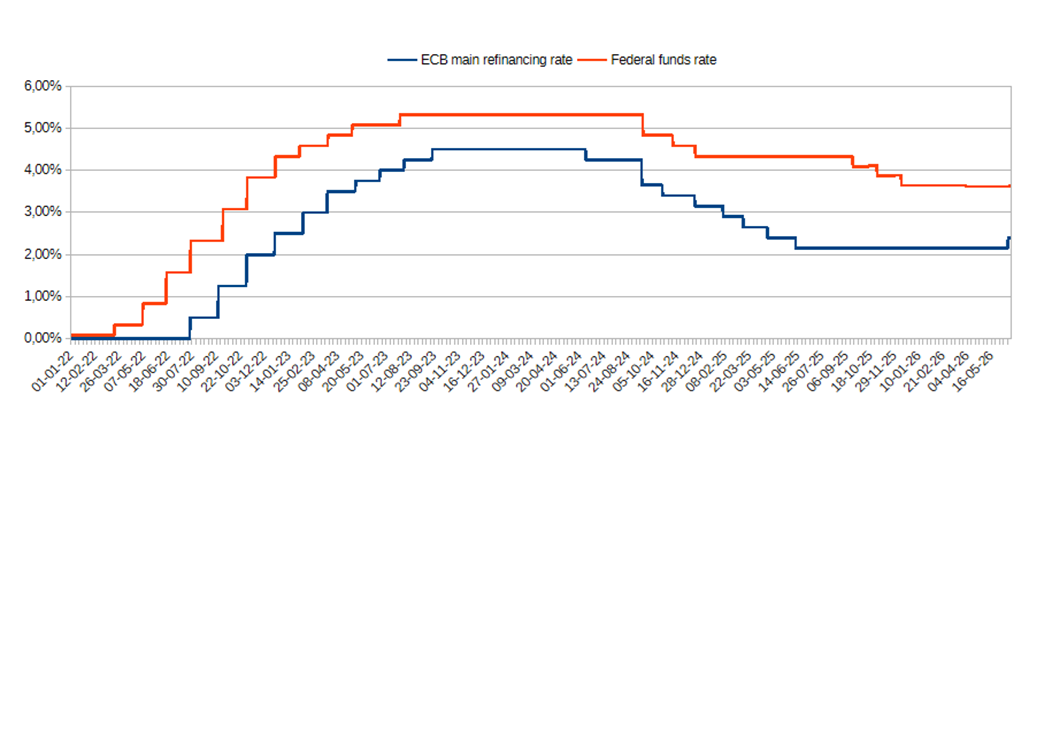
Beleidsrentes van ECB en Federal reserve vanaf januari 2022

Een "klassieke" wijze van bestrijding van inflatie bestaat uit het verhogen van de beleidsrentes door centrale banken. Die rentetarieven plegen als "bodem" te fungeren voor de rentetarieven die banken rekenen voor kredieten (bedrijfsfinancieringen, persoonlijke leningen en hypotheken); banken plegen hun tarieven snel aan te passen. Hierdoor neemt de vraag naar dergelijke kredieten af te nemen, waardoor de conjunctuur "afkoelt". Dit brengt echter het risico met zich mee van een recessie. Bij overheden met een hoge staatsschuldquote (de hoeveelheid staatsschuld als percentage van het BNP) bestaat de kans op een staatsschuldencrisis. De snel oplopende inflatie in 2022 was voor zowel de Federal Reserve als de ECB reden om in 2022 en 2023 meerdere malen de beleidsrentes te verhogen, waarbij de Federal Reserve, zowel in omvang als in tempo, voorop liep.
Het hierboven genoemde dilemma kwam ook tot uiting in de World Economic Outlook van het IMF van april 2023. Hierbij werd gewezen op recente problemen in de bancaire sector, waarbij Credit Suisse werd aangeduid als "a globally systemic but ailing European bank". Deze problemen zouden kunnen overslaan op de overheidsfinanciën in "emerging markets" en "developing economies":
en
A sharp tightening of global financial conditions — a “‘risk-off” shock — could have a dramatic impact on credit conditions and public finances especially in emerging market and developing economies, with large capital outflows, a sudden increase in risk premia, a dollar appreciation in a rush toward safety, and major declines in global activity amid lower confidence, household spending, and investment. (In het volledige document, p. XV)